# 227

## Nașteri
- dată necunoscută: Herennius Etruscus  (d. 251)
- dată necunoscută: Pavel Tebeul  (d. 342)